# Vransko
Vransko – wieś w Słowenii, siedziba gminy Vransko. W 2018 roku liczyła 782 mieszkańców.